# Cristiano di Schleswig-Holstein-Sonderburg-Glücksburg
Cristiano Schleswig-Holstein-Sonderburg-Glücksburg (19 giugno 1627 – 17 novembre 1698) è stato duca di Schleswig-Holstein-Sonderburg-Glücksburg dal 1663 al 1698.

## Biografia
Cristiano era il maggiore dei figli sopravvissuti del duca Filippo di Schleswig-Holstein-Sonderburg-Glücksburg, figlio dell'abgeteilter Herr Giovanni di Schleswig-Holstein-Sonderburg, e di sua moglie Sofia Edvige, figlia del duca di Sassonia-Lauenburg Francesco II.
Cristiano apparteneva alla linea maggiore del casato di Schleswig-Holstein-Sonderburg-Glücksburg ramo del casato di Schleswig-Holstein-Sonderburg a sua volta diramazione del casato degli Oldenburg. Questa seconda linea si estinse nel 1779 alla morte di Federico Enrico Guglielmo (1747-1779).

## Matrimonio e figli
Il 20 settembre 1663, Cristiano sposò Sibilla Ursula, figlia del duca Augusto di Brunswick-Lüneburg, "il Giovane", da questo matrimonio nacquero due figli:
- Federico Augusto di Schleswig-Holstein-Sonderburg-Glücksburg (nato e morto nel 1664)
- Sofia Amalia di Schleswig-Holstein-Sonderburg-Glücksburg (nata e morta nel 1668)

Rimasto vedovo, si risposò il 10 maggio 1672 con Agnese Edvige, figlia di Gioacchino Ernesto, duca di Schleswig-Holstein-Sonderburg-Plön. I figli nati da questa unione furono:
- Filippo Ernesto di Schleswig-Holstein-Sonderburg-Glücksburg (1673-1729), duca di Schleswig-Holstein-Sonderbourg-Glücksbourg
- Sofia Augusta di Schleswig-Holstein-Sonderburg-Glücksburg (1674-1713)
- Carlotta Giovanna di Schleswig-Holstein-Sonderburg-Glücksburg (nata e morta nel 1676)
- Cristiano di Schleswig-Holstein-Sonderburg-Glücksburg (1678-1679)
- Gioacchino Adolfo di Schleswig-Holstein-Sonderburg-Glücksburg (1679-1681)
- Cristiano Augusto di Schleswig-Holstein-Sonderburg-Glücksburg (1681-1714)
- Federico Guglielmo di Schleswig-Holstein-Sonderburg-Glücksburg (1681-1714)

## Ascendenza
|                                                                   |                                               |                                                                              | Genitori                                                                     |  |  | Nonni |  |  | Bisnonni                          |  |  | Trisnonni                       |  |
|                                                                   |                                               |                                                                              |                                                                              |  |  |       |  |  | 8. Cristiano III, re di Danimarca |  |  | 16. Federico I, re di Danimarca |  |
|                                                                   |                                               |                                                                              |                                                                              |  |  |       |  |  | 8. Cristiano III, re di Danimarca |  |  | 16. Federico I, re di Danimarca |  |
|                                                                   |                                               | 17. Anna di Brandeburgo                                                      |                                                                              |  |  |       |  |  | 8. Cristiano III, re di Danimarca |  |  |                                 |  |
| 4. Giovanni, I duca di Schleswig-Holstein-Sonderburg              |                                               |                                                                              |                                                                              |  |  |       |  |  | 8. Cristiano III, re di Danimarca |  |  |                                 |  |
|                                                                   |                                               | 9. Dorotea di Sassonia-Lauenburg                                             | 18. Magnus I, IV duca di Sassonia-Lauenburg                                  |  |  |       |  |  |                                   |  |  |                                 |  |
|                                                                   |                                               | 9. Dorotea di Sassonia-Lauenburg                                             | 18. Magnus I, IV duca di Sassonia-Lauenburg                                  |  |  |       |  |  |                                   |  |  |                                 |  |
|                                                                   |                                               | 9. Dorotea di Sassonia-Lauenburg                                             | 19. Caterina di Brunswick-Wolfenbüttel                                       |  |  |       |  |  |                                   |  |  |                                 |  |
| 2. Filippo, I duca di Schleswig-Holstein-Sonderburg-Glücksburg    |                                               | 9. Dorotea di Sassonia-Lauenburg                                             |                                                                              |  |  |       |  |  |                                   |  |  |                                 |  |
|                                                                   |                                               | 10. Ernst III, VIII duca di Brunswick-Grübenhagen                            | 20. Filippo I, VII duca di Brunswick-Grübenhagen                             |  |  |       |  |  |                                   |  |  |                                 |  |
|                                                                   |                                               | 10. Ernst III, VIII duca di Brunswick-Grübenhagen                            | 20. Filippo I, VII duca di Brunswick-Grübenhagen                             |  |  |       |  |  |                                   |  |  |                                 |  |
|                                                                   |                                               | 10. Ernst III, VIII duca di Brunswick-Grübenhagen                            | 21. Caterina di Mansfeld-Vorderort                                           |  |  |       |  |  |                                   |  |  |                                 |  |
| 5. Elisabetta di Brunswick-Grübenhagen                            |                                               | 10. Ernst III, VIII duca di Brunswick-Grübenhagen                            |                                                                              |  |  |       |  |  |                                   |  |  |                                 |  |
|                                                                   |                                               | 11. Margherita di Pomerania-Wolgast                                          | 22. Giorgio I, XII duca di Pomerania-Wolgast e XI duca di Pomerania-Stettino |  |  |       |  |  |                                   |  |  |                                 |  |
|                                                                   |                                               | 11. Margherita di Pomerania-Wolgast                                          | 22. Giorgio I, XII duca di Pomerania-Wolgast e XI duca di Pomerania-Stettino |  |  |       |  |  |                                   |  |  |                                 |  |
|                                                                   |                                               | 11. Margherita di Pomerania-Wolgast                                          | 23. Amalia del Palatinato                                                    |  |  |       |  |  |                                   |  |  |                                 |  |
| 1. Cristiano, II duca di Schleswig-Holstein-Sonderburg-Glücksburg |                                               | 11. Margherita di Pomerania-Wolgast                                          |                                                                              |  |  |       |  |  |                                   |  |  |                                 |  |
|                                                                   | 12. Francesco I, V duca di Sassonia-Lauenburg | 24. Magnus I, IV duca di Sassonia-Lauenburg (= 18)                           |                                                                              |  |  |       |  |  |                                   |  |  |                                 |  |
|                                                                   | 12. Francesco I, V duca di Sassonia-Lauenburg | 24. Magnus I, IV duca di Sassonia-Lauenburg (= 18)                           |                                                                              |  |  |       |  |  |                                   |  |  |                                 |  |
|                                                                   | 12. Francesco I, V duca di Sassonia-Lauenburg | 25. Caterina di Brunswick-Wolfenbüttel (= 19)                                |                                                                              |  |  |       |  |  |                                   |  |  |                                 |  |
| 6. Francesco II, VI duca di Sassonia-Lauenburg                    | 12. Francesco I, V duca di Sassonia-Lauenburg |                                                                              |                                                                              |  |  |       |  |  |                                   |  |  |                                 |  |
|                                                                   |                                               | 13. Sibilla di Sassonia                                                      | 26. Enrico IV, X duca di Sassonia                                            |  |  |       |  |  |                                   |  |  |                                 |  |
|                                                                   |                                               | 13. Sibilla di Sassonia                                                      | 26. Enrico IV, X duca di Sassonia                                            |  |  |       |  |  |                                   |  |  |                                 |  |
|                                                                   |                                               | 13. Sibilla di Sassonia                                                      | 27. Caterina di Meclemburgo-Schwerin                                         |  |  |       |  |  |                                   |  |  |                                 |  |
| 3. Sofia Edvige di Sassonia-Lauenburg                             |                                               | 13. Sibilla di Sassonia                                                      |                                                                              |  |  |       |  |  |                                   |  |  |                                 |  |
|                                                                   |                                               | 14. Giulio, XV principe di Brunswick-Wolfenbüttel e VI principe di Calenberg | 28. Enrico V, XIV principe di Brunswick-Wolfenbüttel                         |  |  |       |  |  |                                   |  |  |                                 |  |
|                                                                   |                                               | 14. Giulio, XV principe di Brunswick-Wolfenbüttel e VI principe di Calenberg | 28. Enrico V, XIV principe di Brunswick-Wolfenbüttel                         |  |  |       |  |  |                                   |  |  |                                 |  |
|                                                                   |                                               | 14. Giulio, XV principe di Brunswick-Wolfenbüttel e VI principe di Calenberg | 29. Maria di Württemberg-Mömpelgard                                          |  |  |       |  |  |                                   |  |  |                                 |  |
| 7. Maria di Brunswick-Wolfenbüttel                                |                                               | 14. Giulio, XV principe di Brunswick-Wolfenbüttel e VI principe di Calenberg |                                                                              |  |  |       |  |  |                                   |  |  |                                 |  |
|                                                                   |                                               | 15. Edvige di Brandeburgo                                                    | 30. Gioacchino II, XII principe elettore di Brandeburgo                      |  |  |       |  |  |                                   |  |  |                                 |  |
|                                                                   |                                               | 15. Edvige di Brandeburgo                                                    | 30. Gioacchino II, XII principe elettore di Brandeburgo                      |  |  |       |  |  |                                   |  |  |                                 |  |
|                                                                   |                                               | 15. Edvige di Brandeburgo                                                    | 31. Edvige di Polonia                                                        |  |  |       |  |  |                                   |  |  |                                 |  |
|                                                                   |                                               | 15. Edvige di Brandeburgo                                                    |                                                                              |  |  |       |  |  |                                   |  |  |                                 |  |